# كيت شيبرد
كيت شيبرد (بالإنجليزية: Kate Shepherd)‏ هي رسامة أمريكية، ولدت في 1961 في نيويورك في الولايات المتحدة.